# Chemin des Côtes-de-Pech-David
Le chemin des Côtes-de-Pech-David (en occitan : camin de las Còstas de Puèg David) est une voie de Toulouse, chef-lieu de la région Occitanie, dans le Midi de la France.

## Situation et accès

### Description
Le chemin des Côtes-de-Pech-David est une voie publique. Il traverse le quartier de Pech-David. Il correspond à l'ancien chemin vicinal no 60.
La chaussée compte une voie de circulation automobile dans chaque sens. Elle appartient, entre la rue de la Charbonnière et la rue Thomas-Edison, à une zone 30 et la vitesse y est limitée à 30 km/h. Il n'existe pas d'aménagement cyclable.

### Voies rencontrées
Le chemin des Côtes-de-Pech-David rencontre les voies suivantes, dans l'ordre des numéros croissants (« g » indique que la rue se situe à gauche, « d » à droite) :
1. Rue de la Charbonnière (g)
2. Chemin des Roques-de-Pech-David - accès piéton (d)
3. Rue Léon-Tolstoï (g)
4. Impasse du Général-Aubugeois (d)
5. Rue Jean-Bart (d)
6. Rue Thomas-Edison (g)
7. Chemin des Oliviers (g)
8. Chemin des Canalets (d)
9. Chemin du Vallon

### Transports
Le chemin des Côtes-de-Pech-David est parcouru et desservi, sur toute sa longueur, par la ligne de bus 115. Elle a son terminus, au nord, à la station Saint-Agne – SNCF et, au sud, à la station Université-Paul-Sabatier, toutes deux sur la ligne de métro . Par ailleurs, près de l'entrée de l'hôpital de Rangueil se trouve la station Hôpital Rangueil - Louis Lareng sur la ligne du téléphérique urbain Téléo.
Les stations de vélos en libre-service VélôToulouse les plus proches sont les stations no 280 (rue de la Charbonnière), no 358 (2 rue Thomas-Edison), no 359 (face 49 chemin de la Salade-Ponsan) et no 360 (croisement chemin de la Salade-Ponsan et chemin du Vallon).

## Odonymie
Le chemin, qui traverse la colline de Pech David, en tient naturellement son nom, attesté au XVIe siècle déjà. Il a aussi été simplement désigné, jusqu'au XVIIIe siècle, comme le chemin de Pech-David.

## Histoire

Troupeau de moutons sur le chemin des Côtes-de-Pech-David, par Émile Espy (1908, archives municipales).

## Patrimoine et lieux d'intérêt

### Base de sports et de loisirs de Pech-David
- no  61 : centre de loisir de Pech-David. 
Le centre de loisirs de Pech-David est construit entre 1975 et 1979, sur les plans des architectes municipaux Yves Carbonel, M. Audibert, J.-P. Garbay, J.-L. Tourenq et Bernard Vidal. Le bâtiment possède une ossature en béton, tandis que les façades sont couvertes de briquettes rouges. Il présente des façades à redan : les murs obliques ménagent une petite cour intérieure devant chaque baie vitrée éclairant les salles, qui se prolongent ainsi vers l'extérieur[4].

- piscine Yvonne-Godard. 
La piscine de Pech-David est construite en 1977. C'est une piscine de type Caneton, un modèle de piscine utilisé entre 1973 et 1981 dans le cadre du programme national des « 1000 piscines » porté par le secrétariat d'État chargé de la Jeunesse, des Sports et des Loisirs. Elle est alors constituée de deux bâtiments reliés par une galerie : le premier accueille les annexes (entrée, vestiaires collectifs et cabines individuelles), le second le bassin[5]. Le bassin, long de 25 mètres et large de 10 mètres, a une profondeur à déclivité constante de 0,7 à 2 mètres[6]. Son architecture se caractérise par une série de six portiques auto-stables en bois lamellé-collé qui supportent une toiture de panneaux en PVC fixes et mobiles. Ces dernières coulissent sur des rails, permettant l'ouverture de la moitié de la surface du bâtiment. Une ouverture des murs est possible par des panneaux-portes vitrés qui pivotent et donnent sur un solarium[7],[6].
Entre 2023 et 2025, la piscine bénéficie d'une profonde réhabilitation. C'est à cette occasion qu'elle est renommée en hommage à Yvonne Godard (1908-1975), nageuse, championne de France et d'Europe à plusieurs reprises[8],[9].

- club hippique de Pech-David.

- no  82 : complexe sportif Robert-Barran. 
Le complexe sportif Robert-Barran est aménagé dans les années 1980. Il est nommé en hommage à Robert Barran (1918-1978), un joueur français de rugby à XIII – il joue au Toulouse olympique XIII – et de rugby à XV – il rejoint le Stade toulousain –, mais aussi résistant et viguier d'Andorre.
Le complexe compte deux terrains de football et un terrain de rugby. Il accueille diverses équipes locales, telles l'équipe 2 du Toulouse Football Club (TFC). 
En 2016, lors de l'championnat d'Europe de football, le complexe sportif Robert-Barran reçoit pour l'entraînement les huit équipes jouant un match au Stadium de Toulouse. C'est dans ce cadre que le terrain est rénové, tandis que les bâtiments anciens sont réhabilités[10].

- no  112 : complexe sportif Sordelo.

### Service des Eaux
- no  60 : usine d'eau potable de Pech-David.
Le premier établissement du Service municipal des Eaux, construit entre 1927 et 1932, occupe une vaste parcelle en bordure du chemin des Étroits (actuel no 21). Il pourvoit aux besoins croissants de la population, et particulièrement de la rive droite de la Garonne. Les bâtiments au bord du fleuve abritent l'usine élévatoire qui, par un aqueduc de 350 mètres, mène les eaux jusqu'aux bâtiments du chemin des Côtes-de-Pech-David où se trouvent les systèmes de filtrage[11]. Fournissant 35 000 m3 d'eau potable par jour à l'origine, la production est portée à 150 000 m3 en 1981 à la suite de la construction de la nouvelle usine de production d'eau potable de Pech-David[11].

- château d'eau de Pech-David.
Le château d'eau de Pech-David est construit dans les années 1980. Il est populairement désigné comme l'« observatoire de Pech-David ». En 2025, les murs du château d'eau sont habillés d'une fresque : intitulée De la nature au cosmos, elle est réalisée par deux graffeurs, le Toulousain Woizo et le Seine-et-Marnais Opéra, et représente des éléments se rattachant à la flore locale (coquelicots, millepertuis, sérapias), à la ville de Toulouse (chapelle Saint-Joseph de la Grave) et à l'espace (constellation du Berger et constellation « occitanienne »)[12].

### Maisons
- no  33 : maison (deuxième moitié du XIXe siècle)[13].
- no  52 : maison (deuxième moitié du XIXe siècle)[14].